# الضفة السفلية (غامبيا)
الضفة السفلية هو أحد الأقسام الإدارية الخمسة في غامبيا. عاصمته مانسا كونكو.
حسب إحصاء عام 2013، بلغ عدد سكان المنطقة 82361 نسمة بكثافة سكانية تبلغ 051. بلغ العدد الإجمالي للأسر 8474 أسرة في عام 2003. اعتبارًا من عام 2003، تبلغ المساحة الإجمالية للمنطقة 1618 كم 2. وبلغ معدل وفيات الرضع 96 لكل ألف مولود ومعدل وفيات الأطفال دون سن الخامسة 137 لكل ألف مولود.

## التقسيم الإداري

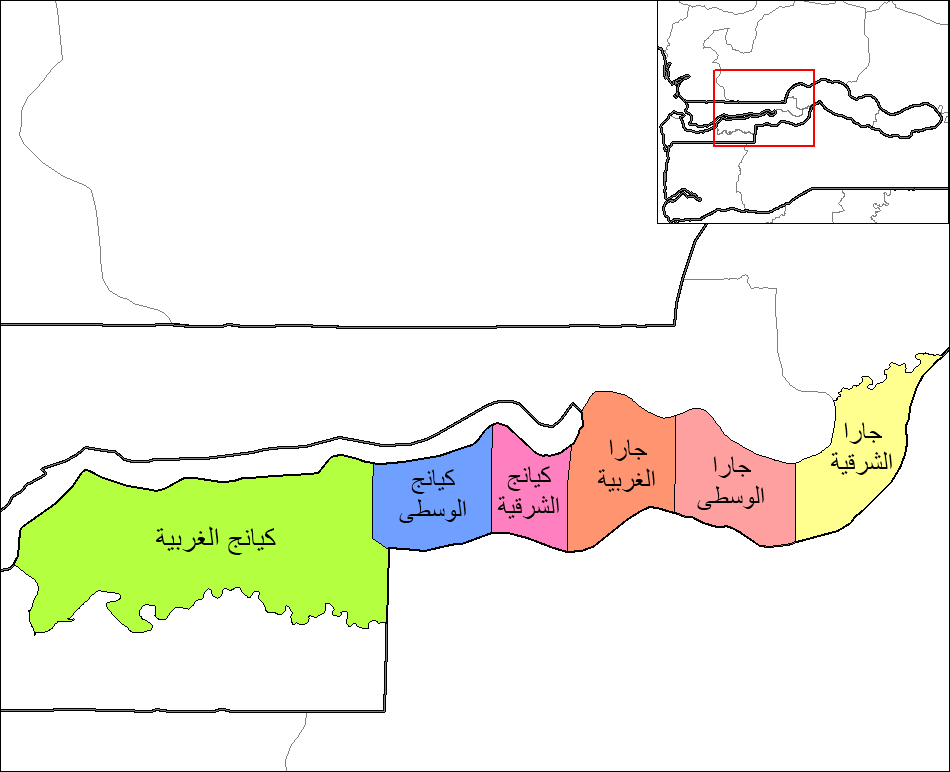
خريطة مناطق قسم الضفة الشمالية

تنقسم المنطقة ل6 مناطق هي: 
- جارا سنترال
- جارا شرق
- جارا ويست
- كيانغ سنترال
- كيانغ إيست
- كيانغ ويست